# ایوا شورانووا
ایوا شورانووا (اسلواکی: Eva Šuranová؛ ۲۴ آوریل ۱۹۴۶ – ۳۱ دسامبر ۲۰۱۶) ورزشکار پرش طول اهل چکسلواکی بود.